# Pseudoterpna syltica
Pseudoterpna syltica là một loài bướm đêm trong họ Geometridae.